# Interflug
Interflug («Інтерфлюг», нім. Interflug, від internationaler Flug — «міжнародний політ») — державна авіакомпанія Німецької Демократичної Республіки, яка існувала з 1963 по 1991 рік. Припинила існування у 1991 році, після возз'єднання Німеччини. Головний офіс компанії знаходився в аеропорту Берлін-Шенефельд поблизу східного Берліна.
Спочатку національна авіакомпанія НДР отримала назву Deutsche Lufthansa (офіційно нім. Deutsche Lufthansa GmbH der DDR), але ця назва зіткнулася з різкою критикою у ФРН, і за результатами судової справи в Берні торгова марка Lufthansa була присуджена ФРН.

## Історія

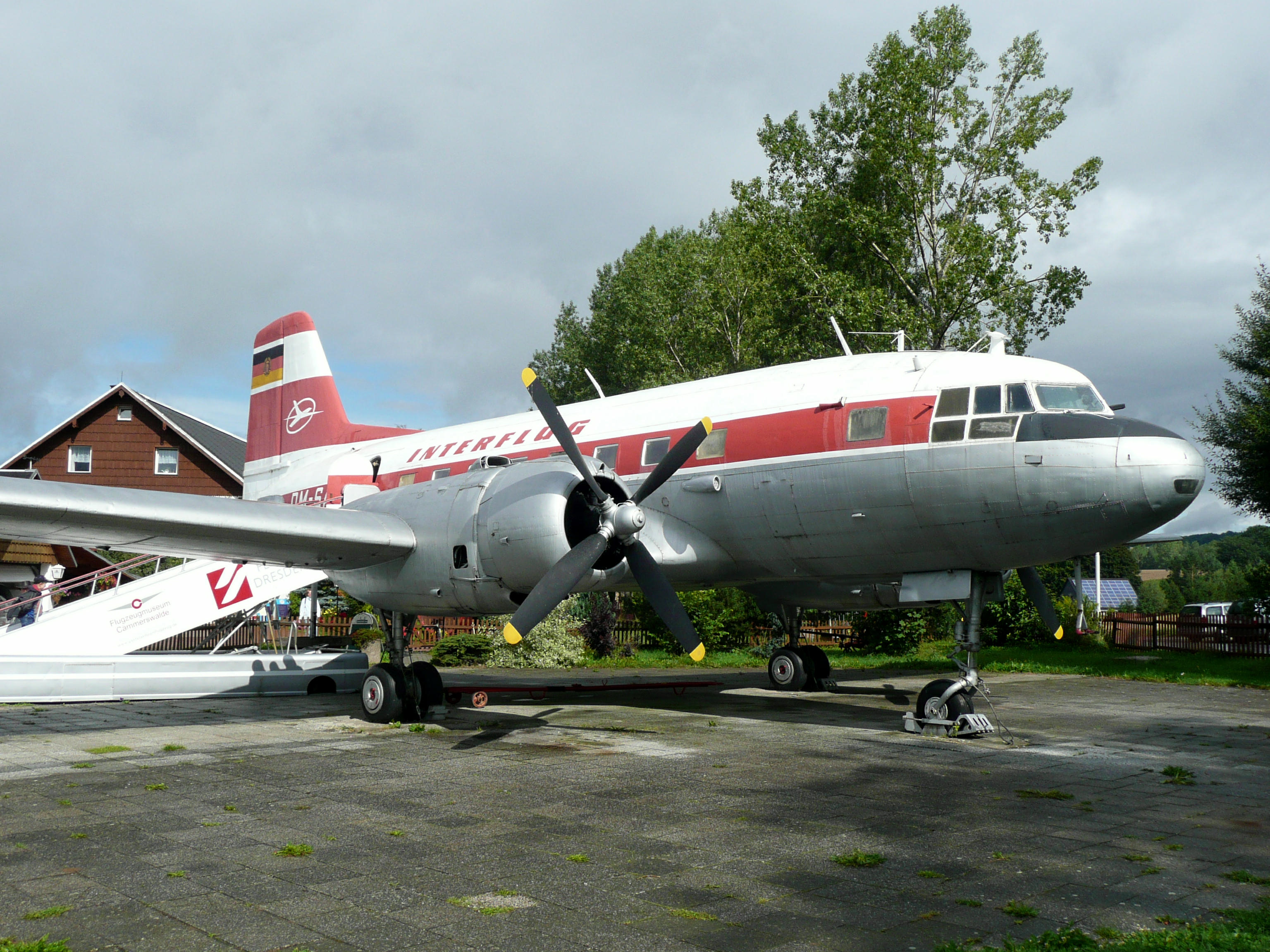
Іл-14 компанії INTERFLUG

«Інтерфлюг» був заснований в 1958 році, як друга східнонімецька авіакомпанія для виконання чартерних рейсів, але так як в 1963 році права на назву Lufthansa були втрачені, «Інтерфлюг» став головним авіаперевізником Німецької Демократичної Республіки. Першим генеральним директором авіакомпанії НДР був призначений син Вільгельма Піка Артур Пік.
Авіакомпанія базувалася в аеропорту Берлін-Шенефельд і в переважно використовувала літаки радянського виробництва. Частково це було пов'язано із затримками в розробці, а потім і згортанням розробки авіалайнера Baade 152. Компанія експлуатувала серед інших літаки Іл-18, Іл-62 та Ту-134. Авіапарк «Інтерфлюга» нараховував 24 Іл-62, у тому числі 6 Іл-62, 16 Іл-62М і 2 Іл-62МК. Три літаки з їх числа використовувалися для потреб ВПС. Також зображення Іл-62 активно використовувалися в рекламних матеріалах компанії в 1970—1980-х роках.
У 1989 році «Інтерфлюгом» були придбані три літаки А310, розглядалися плани закупівель Боїнгів 737 і 767, але компанія була ліквідована до здійснення цих планів.
Лінії «Інтерфлюга» забезпечували в основному країни Східної Європи, але також здійснювалися рейси на Кубу, в КНР, КНДР, В'єтнам, деякі країни Африки, а в кінці 1980-х і в Південно-Східну Азію.